# Ги Бургундский (персонаж)
Ги Бургундский (фр. Gui de Bourgogne) — персонаж chansons de geste, герой одноимённой поэмы. Сын графа Самсона Бургундского и одной из сестёр Карла Великого.

## Произведения
Ги — одно из важных действующих лиц взаимосвязанных поэм «Разорение Рима» и «Фьерабрас». В них он возглавляет авангард французской армии, воюющей против эмира Балана, разграбившего Рим. Ги попадает в плен, и в него влюбляется дочь Балана Флорипа (Floripas), которая помогает ему. Подходит войско французов ов главе с Карлом, Балан погибает в битве, а Ги и Флорипа женятся.

### «Ги Бургундский»
Поэма датируется первой половиной XIII века, она написана десятисложным ассонансированным стихом и насчитывает 4304 строки. Издана один раз в 1858 году.
Действие происходит во время испанского похода Карла Великого, незадолго до Ронсевальской битвы. Поскольку Карл отсутствует во Франции уже 27 лет, в Париже избирают короля, им становится Ги Бургундский. Он ведёт войско на помощь Карлу, по пути берёт штурмом много городов, в том числе Бордо. Наконец оба войска соединяются, происходит радостная встреча. Все готовятся в поход через Ронсевальское ущелье.